# ATC-kod A12: Mineralämnen
ATC-kod A12: Mineralämnen är en del av klassificeringssystemet ATC (Anatomical Therapeutic Chemical Classification System) för läkemedel och vissa andra medicinska produkter. ATC utvecklas av WHO och består av alfanumeriska koder indelade i grupper utifrån anatomi, medicinsk funktion och läkemedelstyp på 5 olika kodnivåer. Denna sida utgör innehållet i en specifik grupp på nivå 2.

## A12AKalcium

### A12AA Kalcium
A12AA01 Kalciumfosfat
A12AA02 Kalciumglubionat
A12AA03 Kalciumglukonat
A12AA04 Kalciumkarbonat
A12AA05 Kalciumlaktat
A12AA06 Kalciumlaktoglukonat
A12AA07 Kalciumklorid
A12AA08 Kalciumglycerolfosfat
A12AA09 Kalciumcitratlysinkomplex
A12AA10 Kalciumglukoheptonat
A12AA11 Kalciumpangamat
A12AA12 Kalciumacetat
A12AA20 Kalcium (olika salter i kombination)
A12AA30 Kalciumlevulat

### A12AX Kalcium, kombinationer
Inga undergrupper.

## A12BKalium

### A12BA Kalium
A12BA01 Kaliumklorid
A12BA02 Kaliumcitrat
A12BA03 Kaliumvätetartrat
A12BA04 Kaliumvätekarbonat
A12BA05 Kaliumglukonat
A12BA30 Kombinationer
A12BA51 Kaliumklorid, kombinationer

## A12C Övrigamineralämnen

### A12CANatrium
A12CA01 Natriumklorid
A12CA02 Natriumsulfat

### A12CBZink
A12CB01 Zinksulfat
A12CB02 Zinkglukonat
A12CB03 Zinkproteincomplex

### A12CCMagnesium
A12CC01 Magnesiumklorid
A12CC02 Magnesiumsulfat
A12CC03 Magnesiumglukonat
A12CC04 Magnesiumcitrat
A12CC05 Magnesiumaspartat
A12CC06 Magnesiumlaktat
A12CC07 Magnesiumlevulinat
A12CC08 Magnesiumpidolat
A12CC09 Magnesiumorotat
A12CC10 Magnesiumoxid
A12CC30 Magnesium (olika salter i kombination)

### A12CDFluor
A12CD01 Natriumfluorid
A12CD02 Natriummonofluorfosfat
A12CD51 Fluor, kombinationer

### A12CESelen
A12CE01 Selen
A12CE02 Natriumselenit

### A12CX Övriga mineralämnen
Inga undergrupper.

### Engelska
- WHO Collaborating Centre for Drug Statistics Methodology - ATC Index
- WHO Collaborating Centre for Drug Statistics Methodology - ATCvet Index

### Svenska
- SIL online
- FASS.se - ATC
- FASS.se - Veterinär-ATC
- Sök läkemedelsfakta - Läkemedelsverket
- Socialstyrelsen : Klassifikationer
- Nationellt produktregister för läkemedel - NPL